# ユニオン郡 (ノースカロライナ州)
ユニオン郡（英: Union County）は、アメリカ合衆国ノースカロライナ州にある郡である。人口は23万8267人（2020年）。郡庁所在地はモンローであり、同郡で人口最大の都市である。

## 歴史
ユニオン郡は1842年に、アンソン郡とメクレンバーグ郡の一部を合わせて設立された。郡名は、ヘンリー・クレイに因んだ名前を望んだホイッグ党と、アンドリュー・ジャクソンに因んだ名前を望んだ民主党が妥協して「ユニオン」と決められた。モンロー市とシャーロット市ではヘルム、スターン、マクローリー、ベルクの一族が主要な役割を果たしてきた。これらの一族の大半はグースクリーク郡区の出身だった。

## 郡政府

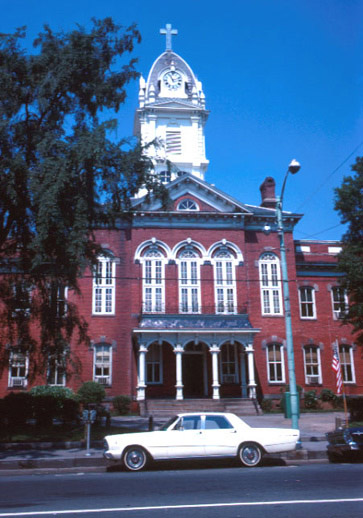
ユニオン郡旧庁舎

ユニオン郡は地域のセントラリナ自治体委員会のメンバーである。

## 地理
アメリカ合衆国国勢調査局に拠れば、郡域全面積は640平方マイル (1,700 km2)であり、このうち陸地637平方マイル (1,650 km2)、水域は2平方マイル (5.2 km2)で水域率は0.35%である。

### 郡区
ユニオン郡は10の郡区に分割されている。グースクリーク、ジャクソン、マーシュビル、モンロー、ニューセイラム、バンス、ビュフォード、レーンズクリーク、サンディリッジ、インディアントレイルの各郡区である。

### 主要高規格道路
- アメリカ国道74号線
- アメリカ国道601号線
- ノースカロライナ州道16号線
- ノースカロライナ州道75号線
- ノースカロライナ州道84号線
- ノースカロライナ州道200号線
- ノースカロライナ州道205号線
- ノースカロライナ州道207号線
- ノースカロライナ州道218号線
- ノースカロライナ州道522号線
- ノースカロライナ州道742号線

### 隣接する郡
- カバラス郡 - 北
- スタンリー郡 - 北北東
- アンソン郡 - 東
- チェスターフィールド郡 (サウスカロライナ州) - 南南東
- ランカスター郡 (サウスカロライナ州) - 南西
- メクレンバーグ郡 - 北西

## 人口動態
以下は2010年国勢調査による人口統計データである。
| 基礎データ - 人口: 201,292人 - 世帯数: 67,864 世帯 - 家族数: 54,019 家族 - 人口密度: 75人/km2（194人/mi2） - 住居数: 45,695軒 - 住居密度: 28軒/km2（73軒/mi2） 人種別人口構成 - 白人: 79.0% - アフリカン・アメリカン: 11.7% - ネイティブ・アメリカン: 0.4% - アジア人: 1.6% - 太平洋諸島系: 0.03% - その他の人種: 5.3% - 混血: 1.9% - ヒスパニック・ラテン系: 10.4% | 年齢別人口構成 - 20歳未満: 32.9% - 20-24歳: 4.7% - 25-44歳: 27.7% - 45-64歳: 25.2% - 65歳以上: 9.6% - 年齢の中央値: 36歳 - 性比（女性100人あたり男性の人口） - 総人口: 97.6 世帯と家族（対世帯数） - 18歳未満の子供がいる: 42.1% - 結婚・同居している夫婦: 64.6% - 未婚・離婚・死別女性が世帯主: 10.7% - 65歳以上の老人1人暮らし: 6.1% - 平均構成人数 - 世帯: 2.94人 - 家族: 3.3人 |

## 都市と町

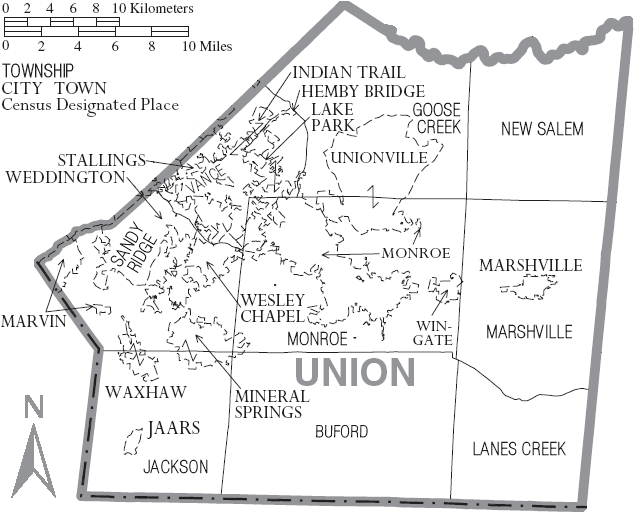
ユニオン郡の自治体と郡区

| - フェアビュー - ヘンビーブリッジ - インディアントレイル - レイクパーク - マーシュビル - マービン - ミネラルスプリングス | - モンロー - 郡庁所在地 - ストーリングス - ユニオンビル - ワックスホー - ウェディントン - ウェズリーチャペル - ウィンゲイト |

## 年間行事
- 郡内ミネラルスプリングス町のブルックランドウッドでは、競馬の障害競走で有名なクイーンズカップ・スティープルチェイスが毎年4月最終土曜日に開催される。この日にはジャック・ラッセル・テリアのジャッジングコンテストも行われる。国中から1万人を超える観衆が集まってくる。
- マーシュビル町ではボルウィービル祭が毎年秋に開催されている。

## 教育
- サウスピードモント・コミュニティカレッジ
- セントラル・アカデミー・オブ・テクノロジ・アンド・アート
- ウィンゲイト大学

郡内には高校が9校あり、他にキリスト教系の私立学校もある。